# Neomilichia
Neomilichia là một chi bướm đêm thuộc họ Noctuidae.